# Dambadardżaagijn Baadaj
Dambadardżaagijn Baadaj (mong. Дамбадаржаагийн Баадай, ur. 20 czerwca 1941) – mongolski biegacz narciarski, olimpijczyk.
Na Zimowych Igrzyskach Olimpijskich 1964 w Innsbrucku wziął udział w biegu na 15 kilometrów, w którym zajął 68. pozycję.